# Base antarctique Machu Picchu
Pour les articles homonymes, voir Machu Picchu.

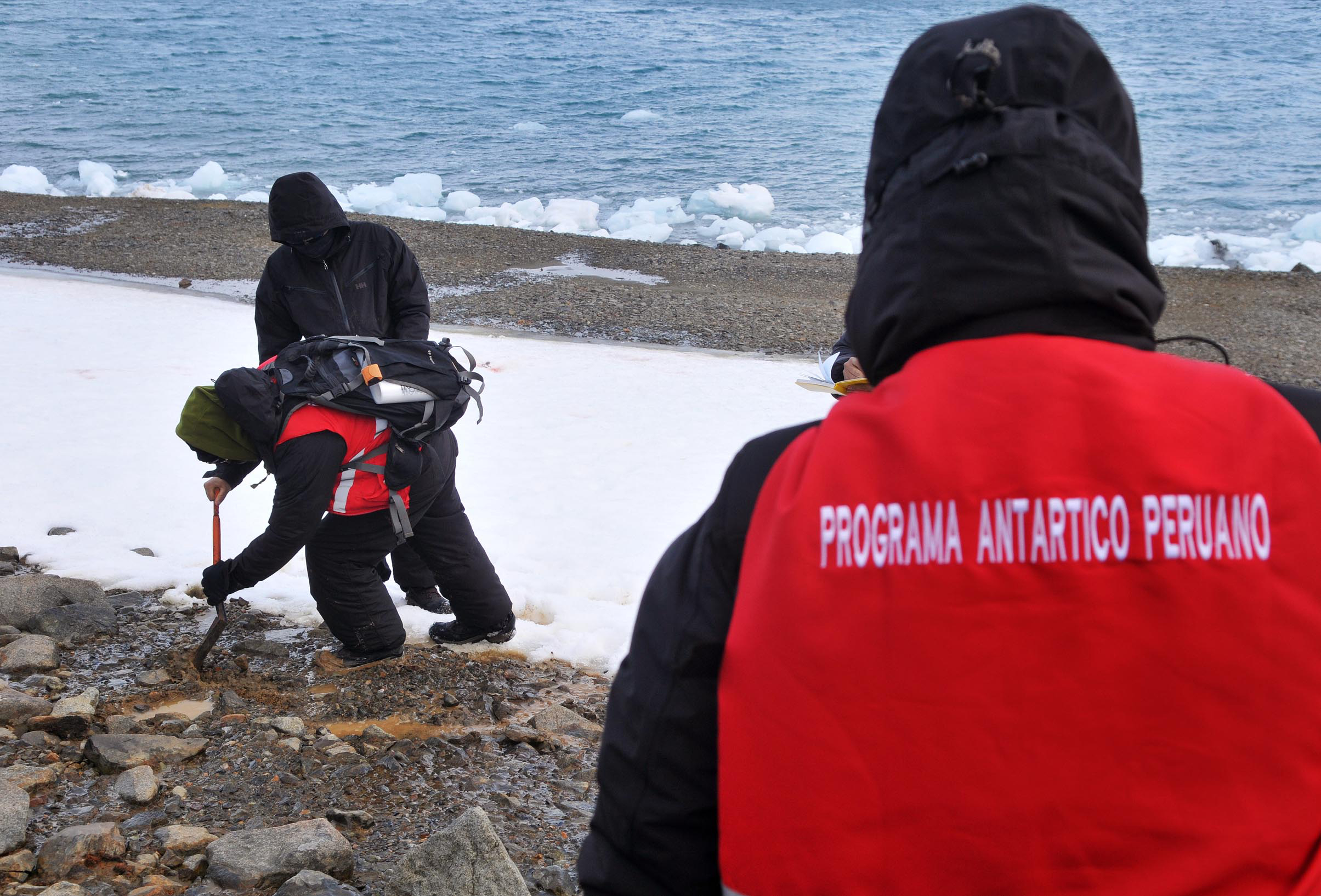
Expéditionnaires péruviens sur la base antarctique Machu Picchu, 2015.

La base antarctique Machu Picchu est une base péruvienne sur l'île du Roi-George (Shetland du Sud) au nord de la péninsule Antarctique. Située au fond de la baie de l'Amirauté, elle est voisine de la base brésilienne Comandante Ferraz et de la base polonaise Henryk Arctowski.
Elle est nommée en hommage à Machu Picchu, lieu inscrit au patrimoine mondial de l'UNESCO.
La base est administrée par l'Institut antarctique du Pérou (INANPE).